# Metriocnemus breviradius
Metriocnemus breviradius är en tvåvingeart som först beskrevs av Jean-Jacques Kieffer 1911.  Metriocnemus breviradius ingår i släktet Metriocnemus och familjen fjädermyggor.
Artens utbredningsområde är Tyskland. Inga underarter finns listade i Catalogue of Life.